# Gårdstånga socken
Gårdstånga socken i Skåne ingick i Frosta härad och är sedan 1971 en del av Eslövs kommun, från 2016 inom Gårdstånga-Holmby distrikt.
Socknens areal är 15,28 kvadratkilometer varav 14,97 land. År 1991 fanns här 494 invånare. Viderups slott samt tätorten Gårdstånga med sockenkyrkan Gårdstånga kyrka ligger i socknen. 

## Administrativ historik
Socknen har medeltida ursprung. 
Vid kommunreformen 1862 övergick socknens ansvar för de kyrkliga frågorna till Gårdstånga församling och för de borgerliga frågorna bildades Gårdstånga landskommun. Landskommunen uppgick 1952 i Skarhults landskommun som 1971 uppgick i Eslövs kommun. Församlingen uppgick 1998 i Gårdstånga-Holmby församling som 2008 uppgick i Eslövs församling.
Före 1937 låg en del av socknen i Torna härad. Häradsdelen hade en areal av 3,04 kvadratkilometer, varav 2,97 land.
1 januari 2016 inrättades distriktet Gårdstånga-Holmby, med samma omfattning som Gårdstånga-Holmby församling fick 1998, och vari detta sockenområde ingår.
Socknen har tillhört län, fögderier, tingslag och domsagor enligt vad som beskrivs i artikeln Frosta härad. De indelta soldaterna tillhörde Södra skånska infanteriregementet, Färs kompani och Norra skånska infanteriregementet, Frosta kompani.

## Geografi
Gårdstånga socken ligger nordost om Lund kring Kävlingeån i söder. Socknen är en odlad slättbygd.

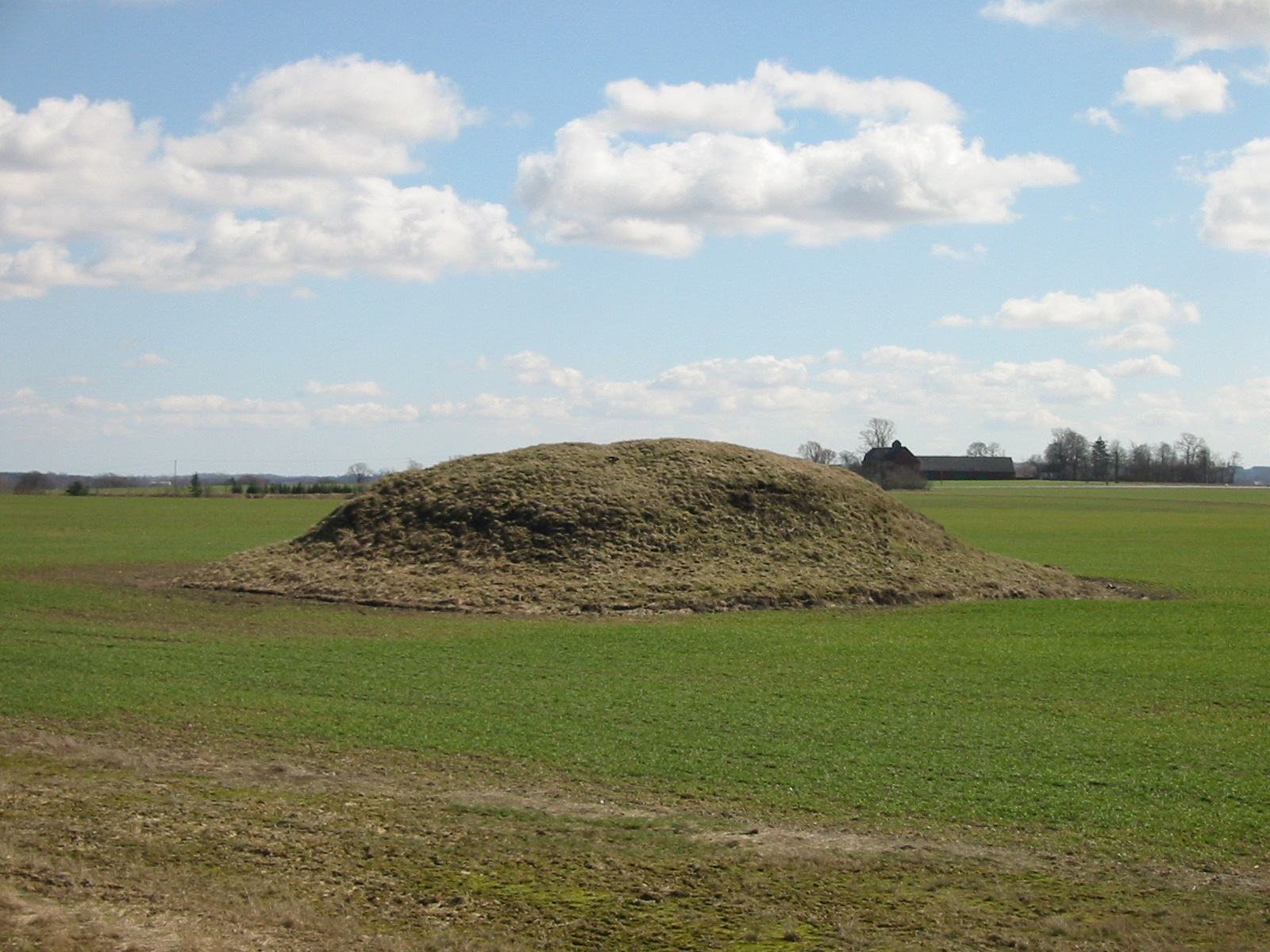
Bronsåldershög strax utanför Gårdstånga.

## Fornlämningar
Från stenåldern är boplatser funna. Från bronsåldern finns gravhögar, varav flera nu är överodlade. Runstenar har funnit här varav en nu är i Lund och en i Flyinge, Holmby socken. 

## Namnet
Namnet skrevs i början av 1000-talet Gardhstangum (med runor på Forshedastenen), cirka 1300, Garstangä och kommer från kyrkbyn. Förleden antas innehålla garth, 'inhägnad, stängsel; inhägnad plats'. Efterleden kan vara stång syftande på en stängningsanordning.